# Bời lời nhớt
Bời lời nhớt (danh pháp hai phần: Litsea glutinosa), còn gọi là bời lời dầu, nhớt mèo, mò nhớt, là một loài thực vật thuộc họ Long Não (Lauraceae).

## Hình thái
Bời lời nhớt là loài cây gỗ trung bình, có thể cao tới 10m. Vỏ thân nâu hoặc xám, mỏng, trong có chất nhớt. Cành trưởng thành hình trụ, nhẵn; cành non có cạnh, nhiều lông. Lá mọc so le, thường mọc thành cụm ở đầu cành, kích thược rất thay đổi, dài 7 – 20 cm, rộng 4 – 10 cm, hình bầu dục hay thuôn dài, phía đáy lá tròn hoặc nhọn, đầu nhọn hay tù; cuống lá có lông; phiến lá dai, khó vò, khó giã nát, khi vò tiết ra chất nhớt. Hoa mọc thành cụm, đơn tính cùng gốc, màu vàng nhạt. Quả mọng, hình cầu, màu đen.

## Sinh thái
Cây bời lời phân bố ở độ cao 600–700 m (so với mực nước biển), mọc nhiều ở nơi thấp trong rừng thứ sinh, thường gặp ở cửa rừng và ven khe suối lớn. Cây ưa sáng mọc nhanh, khả năng tái sinh hạt, chồi mạnh, thích hợp đất sét pha, ẩm, thường mọc nơi đất có tầng dày, nhiều mùn. Bời lời có thể trồng bằng nhiều phương pháp: Trồng bằng chồi rễ của cây mẹ; trồng bằng cây con tái sinh trong rừng; trồng bằng hạt gieo thẳng hoặc trồng bằng cây con ươm trong bầu.

## Các thứ
1. Litsea glutinosa var. brachyphylla
2. Litsea glutinosa var. glabraria
3. Litsea glutinosa var. longifolia
4. Litsea glutinosa var. normalis

## Phân bố
Bời lời nhớt là loài bản địa ở Trung Quốc, Úc, vùng Đông Nam Á và Nam Á.

## Công dụng
Tất cả các bộ phận của bời lời nhớt đều có chất nhầy dính, nhiều nhất ở vỏ thân, thường dùng để dính bột giấy, làm hương.
Lá được dùng làm thức ăn gia súc.
Quả được thu hái để ép dầu làm sáp, chế xà bông.
Gỗ bời lời có màu nâu vàng, cứng không mối mọt, có thể sử dụng đóng đồ dùng, làm nguyên liệu giấy hoặc làm gỗ củi.

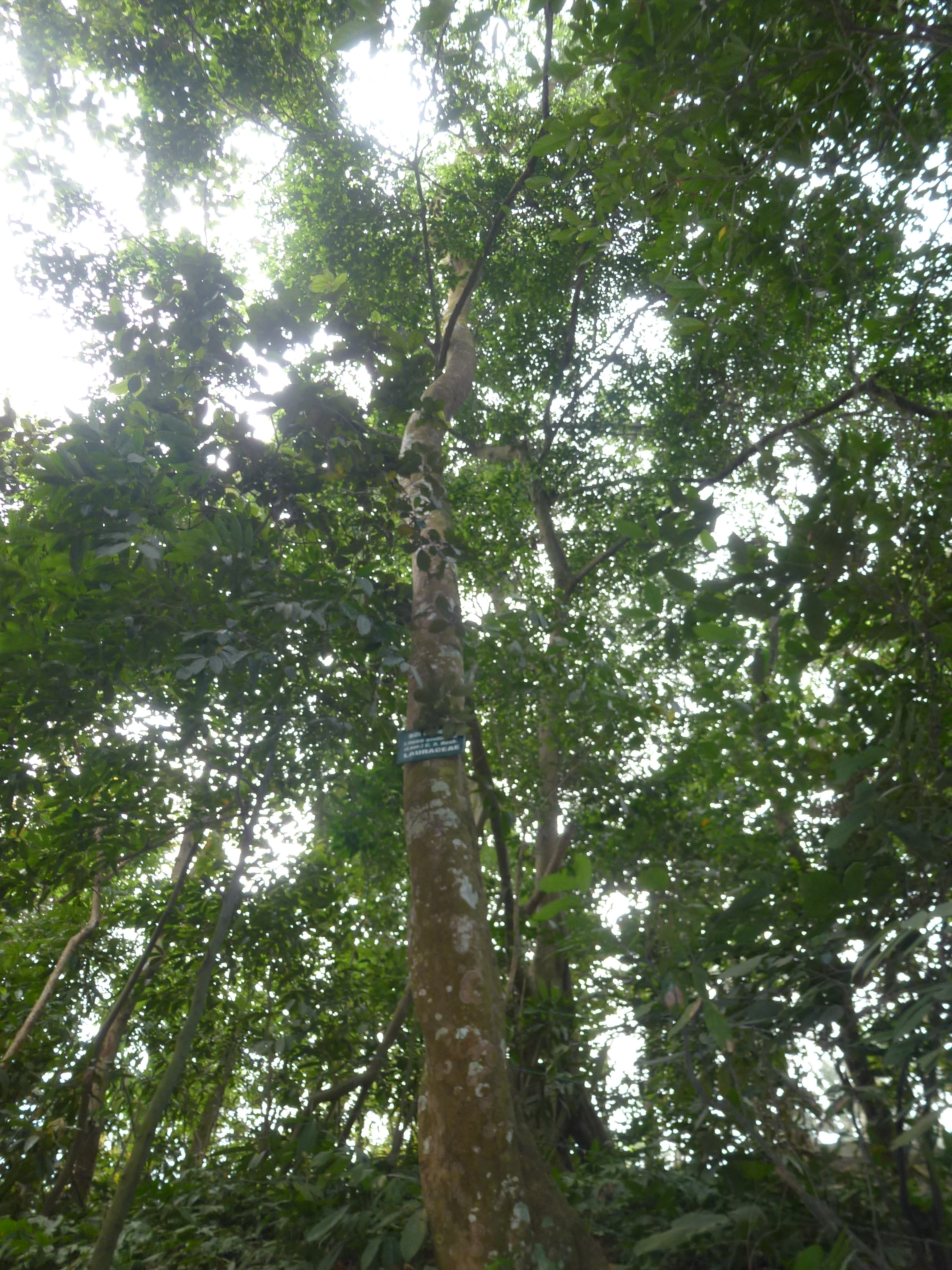
Bời lời nhớt ở khu vực đền Hùng, Phú Thọ, Việt Nam

## Bài thuốc
Tiêu lỏng, lỵ: vỏ thân hay lá bời lời 30g, gừng tươi 10g, vỏ quýt 10g. Nấu sắc uống.
Nhức đầu trong thiên đầu thống: lá hay vỏ cây bời lời 30g, bạch chỉ 30g, cam thảo 5g. Nấu sắc uống.
Ung nhọt, áp xe, viêm vú: lá bời lời + muối, lá phù dung, hai thứ với lượng bằng nhau giã đắp.

## Ứng dụng
Dựa vào các công dụng đặc biệt từ bộ phận của cây bời lời. Hiện nay "bột keo" (bột dính) xuất xứ tại Việt Nam là sản phẩm chủ yếu để sản xuất nhang.